# Andrea Checchi
Andrea Checchi (Firenze, 21 ottobre 1916 – Roma, 29 marzo 1974) è stato un attore italiano.

## Biografia
Nato a Firenze, si trasferì giovanissimo a Roma per frequentare il Centro sperimentale di cinematografia. Figlio del pittore fiorentino Amedeo Checchi, fu pittore a sua volta, esponendo le sue opere in diverse mostre personali. Esordì come attore nel 1934, a diciotto anni, sotto la regia di Alessandro Blasetti con 1860. Meno di un anno più tardi interpretò un ruolo secondario in Vecchia guardia, sempre diretto da Blasetti. Seguirono molti film con parti da comprimario fino a imporsi all'attenzione di tutti con L'assedio dell'Alcazar (1940) e soprattutto con Ore 9: lezione di chimica di Mario Mattoli nel (1941), film in cui ebbe al suo fianco Alida Valli, Irasema Dilian e Bianca Della Corte. Seguì Avanti c'è posto... di Mario Bonnard e, almeno fino alla metà degli anni quaranta, fu fra i giovani attori italiani più ricercati, sia per ruoli drammatici che per quelli brillanti.

Andrea Checchi in età giovanile

Considerato attore moderno e antidivo, incarnò per anni la figura del perdente, del rassegnato e insicuro (per esempio lo scrittore Corrado Silla in Malombra di Mario Soldati, 1942), facendo da contraltare agli spumeggianti ruoli ricoperti da Rossano Brazzi, Roberto Villa, Massimo Serato e Leonardo Cortese, o del divo in assoluto di quell'epoca, Amedeo Nazzari. I suoi personaggi abbigliati con vestiti spesso stropicciati e con la cravatta sistematicamente sghemba, gli consentirono di contendere a Massimo Girotti, pur apparendo meno aitante dell'attore marchigiano, il ruolo del protagonista tormentato e fragile. Erede naturale perciò di Fosco Giachetti fu, a differenza del divo toscano, più duttile, sprigionando minor durezza ed inflessibilità e caricando i personaggi interpretati di quella vulnerabilità a cui il cinema degli anni trenta non era abituato.
Fu proprio servendosi di attori dalle caratteristiche di Checchi, Girotti, Anna Magnani e per certi versi di Gino Cervi e Roldano Lupi, che il cinema italiano seppe progressivamente approdare al neorealismo. Dotato di una voce roca ma sensuale che contribuì notevolmente a rafforzare la sua immagine di uomo dalla personalità a tratti debole ma animato da buoni sentimenti, può sicuramente essere considerato un divo del cinema degli anni quaranta tanto da venir immortalato, al pari dei grandi divi dell'epoca, dai famosi fotografi Luxardo - dell'omonima galleria di via del Tritone a Roma - in una posa molto originale: con la sigaretta fra le labbra e il volto in parte coperto dal fumo della stessa.
Ma già dal primo dopoguerra le cose cambiarono. Pur vincendo il primo Nastro d'argento al migliore attore protagonista della storia per il film Due lettere anonime nel 1946, le occasioni di avere ruoli da protagonista si diradarono velocemente e il suo volto, segnato già in giovane età, si prestò soprattutto a raffigurare perdenti, sconfitti, ai quali però non veniva mai meno la dignità. La sua recitazione sobria e misurata venne sempre più indirizzata a parti da comprimario che impreziosirono grandi film come Caccia tragica (1947) di De Santis, Achtung! Banditi! (1950) di Lizzani, La signora senza camelie (1953) di Antonioni (con cui vinse la Grolla d'oro quale miglior attore), L'assassino (1961) di Elio Petri e La lunga notte del '43 di Florestano Vancini. In questa nuova veste artistica bissò il successo del 1946 vincendo, nel 1958, il Nastro d'argento al migliore attore non protagonista per il film Parola di ladro.
Numerosi in questa seconda parte di carriera i film interpretati, in ruoli talvolta di secondo piano che gli hanno comunque permesso di lavorare con i più grandi registi italiani dell'epoca e di ritagliarsi un suo spazio, seppur minore che in passato, nella grande stagione che il cinema italiano visse col neorealismo. Nella sua carriera va sottolineata anche la particolarità di aver interpretato svariati personaggi di militari e aver ricoperto più volte la parte del fascista, anche in pieno regime, per poi, dopo la seconda guerra mondiale aver dato volto a personaggi di partigiani e antifascisti.
Dagli anni sessanta fu intensa anche l'attività televisiva, soprattutto sotto la direzione di Anton Giulio Majano. Nel 1962 fu padre McMillan nello sceneggiato Una tragedia americana; nel 1965 interpretò il capitano Ivan Mironov ne La figlia del capitano e interpretò Valkov in Resurrezione. Nel 1967 fu John Sedley ne La fiera della vanità. Infine impersonò Robert Fenwick in E le stelle stanno a guardare (da A. J. Cronin, 1971), il commissario Bonsanti nel fortunato Il segno del comando, dove ritrovò il Girotti di Caccia tragica. L'anno successivo fu Betteredge ne La pietra di Luna. Affetto da una malattia autoimmune (la poliarterite nodosa), dopo un ricovero in una clinica specializzata di Ginevra rientrò a Roma, dove morì a 57 anni all'ospedale Salvator Mundi.

## Vita privata
Checchi era sposato con l'ungherese Erika Schwarze dalla quale ebbe un figlio, Enrico Roberto Checchi, scenografo televisivo.

## Filmografia parziale

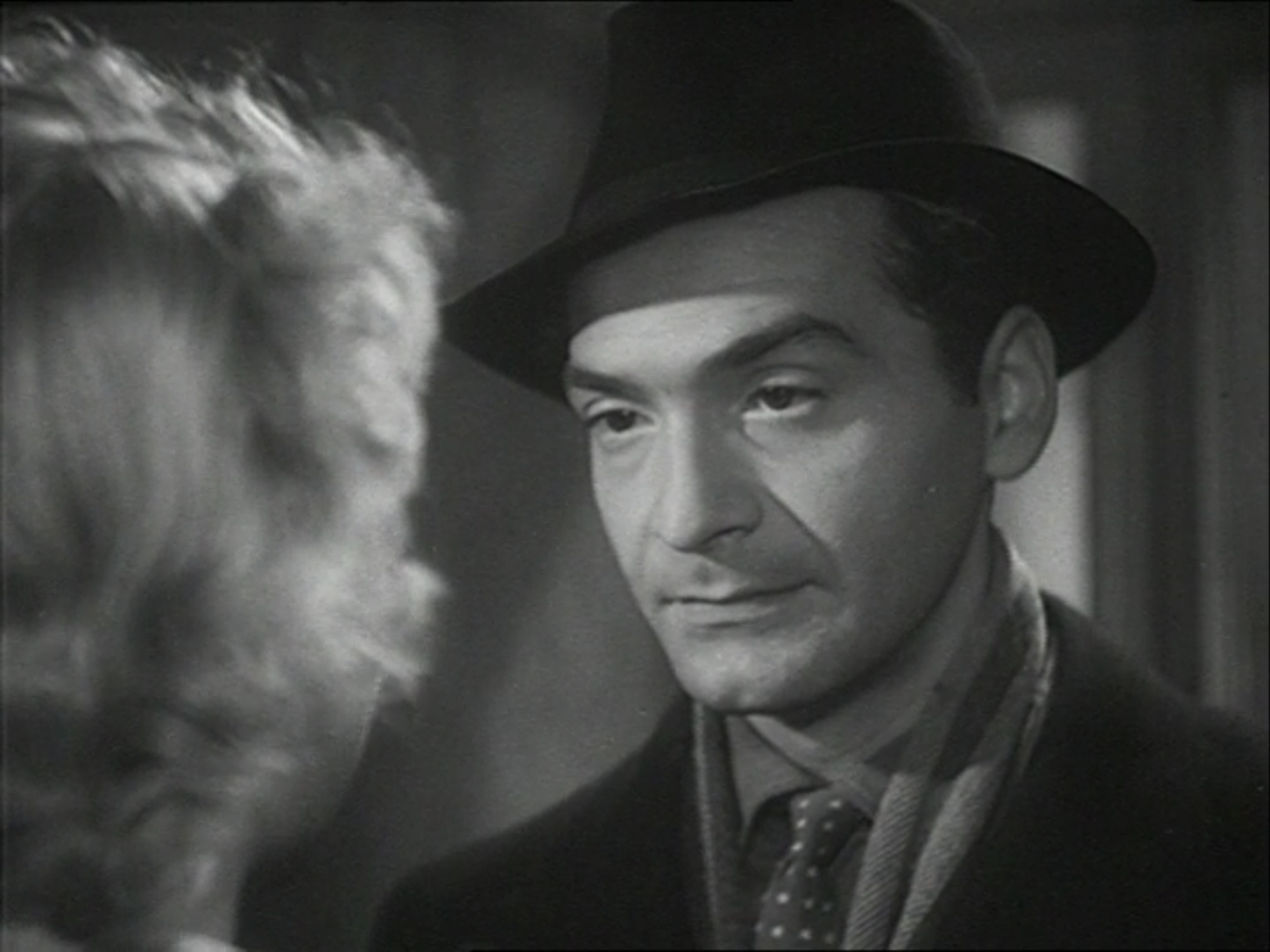
Andrea Checchi nel film Biraghin (1946)

### Cinema
- 1860, regia di Alessandro Blasetti (1934)
- Vecchia guardia, regia di Alessandro Blasetti (1934)
- L'ultimo dei Bergerac, regia di Gennaro Righelli (1934)
- Stadio, regia di Carlo Campogalliani (1934)
- La signora di tutti, regia di Max Ophüls (1934)
- Amore, regia di Carlo Ludovico Bragaglia (1935)
- Arma bianca, regia di Ferdinando Maria Poggioli (1936)
- L'ultima carta, regia di Archie Mayo (1938)
- Sotto la croce del sud, regia di Guido Brignone (1938)
- Luciano Serra pilota, regia di Goffredo Alessandrini (1938)
- Ettore Fieramosca, regia di Alessandro Blasetti (1938)
- La conquista dell'aria, regia di Romolo Marcellini (1939)
- Montevergine, regia di Carlo Campogalliani (1939)
- I grandi magazzini, regia di Mario Camerini (1939)
- Piccolo hotel, regia di Piero Ballerini (1939)
- La notte delle beffe, regia di Carlo Campogalliani (1939)
- I pirati del golfo, regia di Romolo Marcellini (1940)
- Manon Lescaut, regia di Carmine Gallone (1940)
- È sbarcato un marinaio, regia di Piero Ballerini (1940)
- Giù il sipario, regia di Raffaello Matarazzo (1940)
- La conquista dell'aria (Conquest of the Air), registi vari (1940)
- Incanto di mezzanotte, regia di Mario Baffico (1940)
- L'assedio dell'Alcazar, regia di Augusto Genina (1940)
- Amiamoci così, regia di Giorgio Simonelli (1940)
- Leggenda azzurra, regia di Giuseppe Guarino (1940)
- Senza cielo, regia di Alfredo Guarini (1940)
- Il re d'Inghilterra non paga, regia di Giovacchino Forzano (1941)
- Ragazza che dorme, regia di Andrea Forzano (1941)
- Ore 9: lezione di chimica, regia di Mario Mattoli (1941)
- Brivido, regia di Giacomo Gentilomo (1941)
- Solitudine, regia di Livio Pavanelli (1941)
- Tragica notte, regia di Mario Soldati (1942)
- Catene invisibili, regia di Mario Mattoli (1942)
- Avanti c'è posto..., regia di Mario Bonnard (1942)
- Via delle Cinque Lune, regia di Luigi Chiarini (1942)
- M.A.S., regia di Romolo Marcellini (1942)
- La contessa Castiglione, regia di Flavio Calzavara (1942)
- Labbra serrate, regia di Mario Mattoli (1942)
- Malombra, regia di Mario Soldati (1942)
- Giacomo l'idealista, regia di Alberto Lattuada (1943)
- Tempesta sul golfo, regia di Gennaro Righelli (1943)
- La valle del diavolo, regia di Mario Mattoli (1943)
- Tristi amori, regia di Carmine Gallone (1943)
- Tutta la vita in ventiquattr'ore, regia di Carlo Ludovico Bragaglia (1943)
- Lacrime di sangue, regia di Guido Brignone (1944)
- Vivere ancora, regia di Nino Giannini (1945)
- Non nominare il nome di Dio invano, episodio de I dieci comandamenti, regia di Giorgio Walter Chili (1945)
- Lettere al sottotenente, regia di Goffredo Alessandrini (1945)
- Due lettere anonime, regia di Mario Camerini (1945)
- Le vie del peccato, regia di Giorgio Pàstina (1946)
- Biraghin, regia di Carmine Gallone (1946)
- La primula bianca, regia di Carlo Ludovico Bragaglia (1946)
- Albergo Luna, camera 34, regia di Carlo Ludovico Bragaglia (1946)
- Un americano in vacanza, regia di Luigi Zampa (1946)
- Roma città libera, regia di Marcello Pagliero (1946)
- Eleonora Duse, regia di Filippo Walter Ratti (1947)
- I fratelli Karamazoff, regia di Giacomo Gentilomo (1947)
- Cronaca nera, regia di Giorgio Bianchi (1947)
- Ultimo amore, regia di Luigi Chiarini (1947)
- Caccia tragica, regia di Giuseppe De Santis (1947)
- La città dolente, regia di Mario Bonnard (1948)
- Gli uomini sono nemici, regia di Ettore Giannini (1948)
- Il cielo è rosso, regia di Claudio Gora (1949)
- Il grido della terra, regia di Duilio Coletti (1949)
- Le mura di Malapaga, regia di René Clément (1949)
- La strada finisce sul fiume, regia di Luigi Capuano (1950)
- Paolo e Francesca, regia di Raffaello Matarazzo (1950)
- Atto di accusa, regia di Giacomo Gentilomo (1950)
- Achtung! Banditi!, regia di Carlo Lizzani (1951)
- Il sentiero dell'odio, regia di Sergio Grieco (1951)
- Il capitano di Venezia, regia di Gianni Puccini (1951)
- L'eroe sono io, regia di Carlo Ludovico Bragaglia (1951)
- Amore e sangue, regia di Hans Wolff e Marino Girolami (1951)
- Don Lorenzo, regia di Carlo Ludovico Bragaglia (1952)
- Meno di un giorno, episodio di Altri tempi, regia di Alessandro Blasetti (1952)
- Il pensionato, episodio di Se vincessi cento milioni, regia di Carlo Campogalliani e Carlo Moscovini (1953)
- La signora senza camelie, regia di Michelangelo Antonioni (1953)
- Pietà per chi cade, regia di Mario Costa (1954)
- La campana di San Giusto, regia di Mario Amendola e Ruggero Maccari (1954)
- Tripoli, bel suol d'amore, regia di Ferruccio Cerio (1954)
- Le due orfanelle, regia di Giacomo Gentilomo (1954)
- Appassionatamente, regia di Giacomo Gentilomo (1954)
- Operazione notte, regia di Giuseppe Bennati (1954)
- Girandola 1910, episodio di Amori di mezzo secolo, regia di Antonio Pietrangeli (1954)
- Tempi nostri - Zibaldone n. 2, regia di Alessandro Blasetti (1954)
- Casa Ricordi, regia di Carmine Gallone (1954)
- Siluri umani, regia di Antonio Leonviola (1954)
- Rosso e nero, regia di Domenico Paolella (1954)
- Processo all'amore, regia di Enzo Liberti (1955)
- Disperato addio, regia di Lionello De Felice (1955)
- Addio, Napoli!, regia di Roberto Bianchi Montero (1955)
- Buonanotte... avvocato!, regia di Giorgio Bianchi (1955)
- Il tesoro di Rommel, regia di Romolo Marcellini (1955)
- I quattro del getto tonante, regia di Fernando Cerchio (1955)
- Suprema confessione, regia di Sergio Corbucci (1956)
- I giorni più belli, regia di Mario Mattoli (1956)
- Terrore sulla città, regia di Anton Giulio Majano (1956)
- L'intrusa, regia di Raffaello Matarazzo (1956)
- Mattino di primavera, regia di Giacinto Solito (1957)
- Parola di ladro, regia di Gianni Puccini e Nanni Loy (1957)
- Il mondo dei miracoli, regia di Luigi Capuano (1959)
- Le cameriere, regia di Carlo Ludovico Bragaglia (1959)
- Il nemico di mia moglie, regia di Gianni Puccini (1959)
- Le notti dei teddy boys, regia di Leopoldo Savona (1959)
- Il terrore dei barbari, regia di Carlo Campogalliani (1959)
- I piaceri dello scapolo, regia di Giulio Petroni (1960)
- La lunga notte del '43, regia di Florestano Vancini (1960)
- Il sicario, regia di Damiano Damiani (1960)
- L'impiegato, regia di Gianni Puccini (1960)
- La maschera del demonio, regia di Mario Bava (1960)
- Il diabolico dottor Mabuse (Die 1000 Augen des Dr. Mabuse), regia di Fritz Lang (1960)
- La ciociara, regia di Vittorio De Sica (1960)
- Akiko, regia di Luigi Filippo D'Amico (1961)
- L'ultimo dei Vikinghi, regia di Giacomo Gentilomo (1961)
- L'assassino, regia di Elio Petri (1961)
- Don Camillo monsignore... ma non troppo, regia di Carmine Gallone (1961)
- L'oro di Roma, regia di Carlo Lizzani (1961)
- Gli invasori, regia di Mario Bava (1961)
- Caccia all'uomo, regia di Riccardo Freda (1961)
- Il mio amico Benito, regia di Giorgio Bianchi (1962)
- Il sangue e la sfida, regia di Nick Nostro (1962)
- Lo smemorato di Collegno, regia di Sergio Corbucci (1962)
- Cronache del '22, registi vari (1962)
- Dieci italiani per un tedesco (Via Rasella), regia di Filippo Walter Ratti (1962)
- Ultimatum alla vita, regia di Renato Polselli (1962)
- Colpo gobbo all'italiana, regia di Lucio Fulci (1962)
- Venere imperiale, regia di Jean Delannoy (1963)
- Il criminale, regia di Marcello Baldi (1963)
- Il processo di Verona, regia di Carlo Lizzani (1963)
- Finché dura la tempesta, regia di Charles Frend e Bruno Vailati (1963)
- Super rapina a Milano, regia di Adriano Celentano (1964)
- La vendetta dei gladiatori, regia di Luigi Capuano (1964)
- La costanza della ragione, regia di Pasquale Festa Campanile (1964)
- Roma contro Roma, regia di Giuseppe Vari (1964)
- Giochi acerbi, episodio di Io uccido, tu uccidi, regia di Gianni Puccini (1965)
- I soldi, regia di Gianni Puccini (1965)
- Italiani, brava gente, regia di Giuseppe De Santis (1964)
- Il gladiatore che sfidò l'impero, regia di Domenico Paolella (1965)
- La famiglia, episodio di Made in Italy, regia di Nanni Loy (1965)
- Il nero, regia di Giovanni Vento (1966)
- Io, io, io... e gli altri, regia di Alessandro Blasetti (1966)
- Quién sabe? (El Chuncho, quién sabe?), regia di Damiano Damiani (1966)
- La sconfitta di Trotsky, regia di Marco Leto (1967)
- I sette fratelli Cervi, regia di Gianni Puccini (1968)
- El "Che" Guevara, regia di Paolo Heusch (1968)
- Cerca di capirmi, regia di Mariano Laurenti (1970)
- Waterloo, regia di Sergej Fëdorovič Bondarčuk (1970)
- Un apprezzato professionista di sicuro avvenire, regia di Giuseppe De Santis (1971)
- Baciamo le mani, regia di Vittorio Schiraldi (1973)
- Una donna per sette bastardi, regia di Roberto Bianchi Montero (1974)

### Televisione
- Una tragedia americana (1962)
- Vita di Michelangelo (1964)
- La donna di fiori, regia di Anton Giulio Majano (1965)
- La figlia del capitano (1965)
- Resurrezione (1965)
- Vita di Dante (1965)
- Al calar del sipario (1965)
- Quinta colonna, regia di Vittorio Cottafavi, (1966)
- Delitto impossibile, regia di Sergio Velitti (1967)
- La fiera della vanità (1967)
- I racconti del faro - episodio Il naufrago (1967)
- Le inchieste del commissario Maigret (2 episodi, 1965-1968)
- Cristóbal Colón (1968)
- Giocando a golf una mattina (1969)
- Il segno del comando (1971)
- E le stelle stanno a guardare, regia di Anton Giulio Majano (1971)
- All'ultimo minuto - episodio Il borsaiolo (1971)
- Processo ad un atto di valore (1972)
- La pietra di Luna (1972)
- Vino e pane (1973)
- Jack London - La mia grande avventura (5 episodi) (1974)

### Prosa radiofonica Eiar
- Vincenzo Bellini, sceneggiatura di Gino Valori, regia di Guglielmo Morandi, trasmessa il 13 dicembre 1941.

## Radio
- Voi ed io, Programma Nazionale Radiorai, novembre 1971 e febbraio 1973

## Doppiaggio
- Livio Lorenzon in Frenesia dell'estate

## Doppiatori italiani
- Emilio Cigoli in Albergo Luna, camera 34, Un americano in vacanza, I fratelli Karamazoff, Il grido della terra, Paolo e Francesca, Tripoli, bel suol d'amore, La maschera del demonio, Don Camillo monsignore... ma non troppo
- Gualtiero De Angelis in Atto di accusa, Pietà per chi cade, Il terrore dei barbari
- Giorgio Capecchi in Le mura di Malapaga, Siluri umani
- Olinto Cristina in L'assedio dell'Alcazar
- Giulio Panicali in Achtung! Banditi!
- Giuseppe Rinaldi in La lunga notte del '43
- Riccardo Cucciolla in La ciociara

## Riconoscimenti
- 1946 - Nastro d'argento come migliore attore protagonista per Due lettere anonime.
- 1953 - Grolla d'oro come migliore attore per La signora senza camelie.
- 1958 - Nastro d'argento come migliore attore non protagonista per Parola di ladro.